# Lieja-Bastoña-Lieja 1960
La Lieja-Bastogne-Lieja 1960 fue la 46.ª edición de la clásica ciclista Lieja-Bastoña-Lieja. La carrera se disputó el domingo 8 de mayo de 1960, sobre un recorrido de 248 km. El vencedor final fue el holandés Albertus Geldermans (Radium) que consiguió el triunfo con más de dos minutos de ventaja sobre el francés Pierre Everaert (Saint-Raphaël-R. Geminiani-Dunlop) y el belga Jozef Planckaert (Wiel's-Flandria), segundo y tercero respectivamente. 

## Clasificación final
| Posición | Ciclista            | Equipo                            | Tiempo   |
| -------- | ------------------- | --------------------------------- | -------- |
| 1        | Albertus Geldermans | Radium                            | 6h40'23" |
| 2        | Pierre Everaert     | Saint-Raphaël-R. Geminiani-Dunlop | a 2'01"  |
| 3        | Jozef Planckaert    | Wiel's-Flandria                   | a 2'53"  |
| 4        | Rik Van Looy        | Faema                             | a 3'27"  |
| 5        | Jean Graczyk        | Helyett-Leroux                    | s.t.     |
| 6        | Martin Vanderborgh  | -                                 | s.t.     |
| 7        | René Privat         | Mercier-Hutchinson-BP             | s.t.     |
| 8        | Henri De Wolf       | -                                 | s.t.     |
| 9        | Michel Stolker      | Radium                            | s.t.     |
| 10       | Marcel Janssens     | Dr. Mann                          | s.t.     |